# Stroomspiegel

Een eenvoudige stroomspiegel met bipolaire transistoren

Een stroomspiegel is een circuit dat ontworpen is om een elektrische stroom door één actief apparaat te kopiëren door de stroom in een ander actief apparaat van een circuit te regelen, waarbij de uitgangsstroom constant blijft, ongeacht de belasting. De stroom, die wordt "gekopieerd", kan een variërende signaalstroom zijn. Conceptueel gezien is een ideale stroomspiegel eenvoudigweg een ideale inverterende stroomversterker die ook de stroomrichting omkeert, of hij kan bestaan uit een stroomgestuurde stroombron. De stroomspiegel wordt gebruikt om instelstromen en actieve belastingen aan circuits te leveren. Het kan ook worden gebruikt om een meer realistische stroombron te modelleren (aangezien ideale stroombronnen niet bestaan).
De circuittopologie die voorkomt in veel monolithische IC's, is de Widlar-stroombron. Deze heeft geen emitter-degeneratieweerstand in de volgtransistor (uitgangstransistor). Deze topologie kan alleen in een IC worden uitgevoerd, omdat de afstemming extreem nauwkeurig moet zijn.
Een andere topologie is de Wilson-stroomspiegel. De Wilson-spiegel lost in dit ontwerp het probleem van de Early-effectspanning op.
Stroomspiegels worden toegepast in zowel analoge als gemengde VLSI-circuits.